# David Lean
Pour les articles homonymes, voir David Lean (homonymie) et Lean.
David Lean (Croydon, Londres, 25 mars 1908 – Londres, 16 avril 1991) est un réalisateur, producteur, scénariste et monteur britannique.
Il est reconnu pour avoir réalisé des œuvres majeures qui font partie des classiques du cinéma, dont Oliver Twist, Brève Rencontre, Le Pont de la rivière Kwaï, Lawrence d'Arabie, Le Docteur Jivago et La Route des Indes. En 2002, le magazine Sight and Sound publié par le British Film Institute l'a placé neuvième dans sa liste des plus grands réalisateurs de l'histoire du cinéma.

## Biographie

### Jeunesse
David Lean naît en 1908, à Croydon du mariage de Francis William le Blount Lean et Helena Tangye (nièce de Sir Richard Trevithick Tangye), tous deux quakers. Il fréquente la Leighton Park School, à Reading (dans le Berkshire). Son frère, Edward Tangye Lean (1911–1974), est le fondateur du cercle littéraire des Inklings d'Oxford, dont les membres les plus connus sont C. S. Lewis, J. R. R. Tolkien et Charles Williams. David Lean quitte l'école à l'adolescence et intègre l'entreprise de comptabilité de son père comme apprenti.

### Débuts
Mais Lean préfère passer toutes ses matinées au cinéma. Il gardera cependant de son origine modeste une défiance vis-à-vis de la culture élitiste, mêlée d'une indéniable admiration pour les grandes figures romanesques et historiques. En 1927, écoutant une tante qui lui conseille de faire un métier qu'il apprécie, il travaille pendant un mois pour les Studios Gaumont sans recevoir de salaire. Bien qu'on ne lui demande que de faire le thé, il s'enthousiasme pour ce nouveau milieu et est bientôt promu clapman, puis troisième assistant-réalisateur. En 1930, il participe au montage des films d'actualité diffusés au cinéma pour Gaumont et Movietone. En 1935, il occupe le poste de monteur sur le film Escape Me Never de Paul Czinner. Derrière le banc de montage jusqu'en 1942 sur des films comme Pygmalion (1938) d'Anthony Asquith et Leslie Howard et 49e Parallèle (1941) de Michael Powell, Lean y acquiert non seulement une solide réputation, mais aussi une expérience et un sens du rythme qui influenceront plus tard ses propres réalisations. Le critique Tony Sloman écrira à ce propos en 1999 que "comme l'ont prouvé David Lean, Robert Wise, Terence Fisher et Dorothy Arzner, le banc de montage est la plus belle formation à la réalisation".

### Premières réalisations
David Lean signe son premier film en 1942, Ceux qui servent en mer, en collaboration avec son scénariste Noël Coward dont il adapte par la suite trois pièces : Heureux Mortels en 1944, L'esprit s'amuse et Brève Rencontre l'année suivante. Ce dernier film est perçu à l'étranger comme un signe de renouvellement du cinéma britannique d'après-guerre et contribue à faire connaître son réalisateur. Lean décide ensuite de porter à l'écran l'Angleterre de Charles Dickens et adapte coup sur coup Les Grandes Espérances (1946) et Oliver Twist (1948). Le Mur du son (The Sound Barrier, 1952) est un drame aéronautique, tandis que Chaussure à son pied (Hobson's Choice, 1954), dont Lean est aussi producteur, est une adaptation comique du Roi Lear dans le Manchester victorien.

### Consécration
Avec l'arrivée de la couleur, Lean devient une figure incontournable de l'industrie hollywoodienne pour laquelle il travaille dès 1955, y assurant la réalisation de triomphes commerciaux. Il se spécialise dans le grand spectacle et la fresque historique avec Le Pont de la rivière Kwaï (The Bridge on the River Kwai, 1957) et, son chef-d'œuvre, Lawrence d'Arabie qui lui valent chacun un Oscar pour sa mise en scène. En 1965, il réalise Le Docteur Jivago (Doctor Zhivago) qui est également un succès.
Après le succès mitigé de La Fille de Ryan (Ryan's Daughter, 1970), il ne dirige plus aucun film, très marqué par les critiques négatives de la presse. En retrait, il tente malgré tout de monter divers projets de films, finalement développés par d'autres cinéastes : Gandhi (Richard Attenborough, 1982), Le Bounty (Roger Donaldson, 1984) ou encore Out of Africa (Sydney Pollack, 1985). Il fait finalement son retour en 1984, 14 ans après La Fille de Ryan, avec La Route des Indes (A Passage to India), adapté d'E. M. Forster. Pour ses films épiques, à l'exception du Pont sur la rivière Kwaï, Lean travaille avec le compositeur français Maurice Jarre, dont la musique à la fois électronique et symphonique contribue fortement à la célébrité des films du cinéaste. Aussi en 1984, Lean était anobli avec le titre de Knight Bachelor.
Il meurt en 1991 alors qu'il prépare l'adaptation de Nostromo de Joseph Conrad,,,.

## Filmographie

### Réalisateur
- 1942 : Ceux qui servent en mer (In Which We Serve) coréalisé par Noel Coward
- 1944 : Heureux Mortels (This Happy Breed)
- 1945 : L'esprit s'amuse (Blithe Spirit)
- 1945 : Brève Rencontre (Brief Encounter)
- 1946 : Les Grandes Espérances (Great Expectations)
- 1948 : Oliver Twist
- 1949 : Les Amants passionnés (The Passionate Friends)
- 1950 : Madeleine
- 1952 : Le Mur du son (The Sound Barrier)
- 1954 : Chaussure à son pied (Hobson's Choice)
- 1955 : Vacances à Venise (Summertime)
- 1957 : Le Pont de la rivière Kwaï (The Bridge on the River Kwai)
- 1962 : Lawrence d'Arabie (Lawrence of Arabia)
- 1965 : Le Docteur Jivago (Doctor Zhivago)
- 1970 : La Fille de Ryan (Ryan's Daughter)
- 1984 : La Route des Indes (A Passage to India)

### Producteur
- 1952 : Le Mur du son (The Sound Barrier)
- 1954 : Chaussure à son pied (Hobson's Choice)
- 1962 : Lawrence d'Arabie (Lawrence of Arabia)
- 1965 : Docteur Jivago (Doctor Zhivago)

### Monteur
- 1933 : Le Cercle de la mort (Money for Speed) de Bernard Vorhaus
- 1935 : Tu m'appartiens (Escape Me Never), de Paul Czinner
- 1935 : Mannequin de Paris (It Happened in Paris) de Robert Wyler et Carol Reed
- 1935 : Turn of the Tide de Norman Walker
- 1936 : Ball at Savoy de Victor Hanbury
- 1936 : As You Like It de Paul Czinner
- 1937 : Dreaming Lips de Paul Czinner
- 1937 : The Last Adventurers de Roy Kellino
- 1938 : Pygmalion d'Anthony Asquith
- 1939 : Spies In the Tir de David MacDonald
- 1940 : Spy for a Day de Mario Zampi
- 1941 : La Commandante Barbara (Major Barbara) de Gabriel Pascal
- 1941 : 49e Parallèle de Michael Powell
- 1942 : Un de nos avions n'est pas rentré de Michael Powell

### Assistant réalisateur
- 1928 : Balaclava de Maurice Elvey et Milton Rosmer
- 1928 : The Physician de Georg Jacoby
- 1928 : High Treason de Maurice Elvey

## Distinctions
- Commandeur de l'Ordre de l'Empire britannique (CBE)
- Chevalier, 1984[19]
- (7037) Davidlean, astéroïde nommé en son honneur.